# Galasy ZMesta
Galasy ZMesta (Галасы ЗМеста, Stimmen des Volkes) ist eine belarussische Band.

## Geschichte
Die Musiker spielen schon lange zusammen, aber der Name „Galasy ZMesta“ erschien erst im Frühjahr 2020. Anfangs konzentrierte sich die Band hauptsächlich auf das Parodieren von Songs, aber im Laufe der Zeit begann die Band, ihr eigenes Material zu schreiben.
Die Bandmitglieder lehnten die Proteste in Belarus in den Jahren 2020 und 2021 ab und drückten offen ihre Unterstützung für Präsident Alexander Lukaschenka aus.
Die Band wurde intern ausgewählt, um Belarus beim Eurovision Song Contest 2021 in Rotterdam mit dem russischsprachigen Lied Ja nautschu tebja (Я научу тебя) zu vertreten. Da der Text nicht den Regeln der EBU für den Eurovision Song Contest entsprach, wurde der belarussische Sender aufgefordert, den Text zu ändern. Am 26. März erklärte die EBU, dass das zweite eingereichte Lied auch nicht den Regeln entsprechen würde, und disqualifizierte Belarus für 2021.